# Crkveni latinski jezik
Crkveni latinski ili crkvenolatinski jezik (lat. Lingua Latina ecclesiastica) inačica je latinskoga jezika kojom se služi u Katoličkoj Crkvi i koji je njezin službeni jezik jer je kao jezik „univerzalan, nepromjenjiv i nije razgovoran” (Offιciorum omnium, br. 14). Jedinstvenoga je leksika. Jezik je Crkvenih dokumenata, Crkvene povijesti, kanonskog prava i katoličke liturgije rimskog obreda (Tridentska misa).
Može se podijeliti na:
- klasični crkvenolatinski (Latinitas ecclesiastica classica), koji se razvijao pod utjecajem Rimskog Carstva (najviše Cicerona) i kojim su pisali Lav Veliki, sveti Augustin, sveti Ambrozije i sveti Jeronim (Vulgata),
- srednjovjekovni crkvenolatinski (Latinitas ecclesiae mediaevalis), kojim su pisali skolastici, Toma Akvinski, sveti Bonaventura i ini,
- novovjekovni crkvenolatinski (Latinitas ecclesiastica post medium aevum), u uporabi od 15. stoljeća i pod utjecajem renesanse te
- suvremeni (moderni) crkvenolatinski (Latinitas ecclesiastica moderna), jezik teologije do Drugoga vatikanskog sabora i oblik kojim su pisali Ivan Pavao II. i Benedikt XVI..

Latinski jezik obvezni je dio humanističkog dijela obrazovanja svakog sjemeništarca, bogoslova ili redovničkog kandidata (Summi Dei Verbum, br. 4; Optatam totius, br. 13).

## Crkveni dokumenti
- Drugi vatikanski sabor
  - Sacrosanctum Concilium. Dogmatska konstitucija o liturgiji (4. prosinca 1963.)
  - Optatam totius. Dekret o odgoju i obrazovanju svećenika (28. listopada 1963.)
- Ivan XXIII.: Veterum Sapientia – Drevna mudorst. Apostolsko pismo od 2. veljače 1962.
- Pavao VI.: Summi Dei Verbum. Apostolsko pismo od 4. studenoga 1963.
- Pio XI.: Offιciorum omnium. Apostolsko pismo od 1. kolovoza 1922.

## Vanjske poveznice
- Cathecismus Catholicae Ecclesiae Katekizam na crkvenolatinskom